# Taikyoku (kata Shōtōkan)
Pour les articles homonymes, voir Taikyoku.
Les kata Taikyoku sont, en karaté Shōtōkan, une série de kata pédagogiques simplifiés. Ils sont généralement enseignés aux jeunes enfants pour les initier à la pratique de cet exercice.

## Étymologie
Le terme « Taikyoku » (太極) est la prononciation en japonais de tai, « très », et kyoku, « extrémité », signifiant « cause ultime » ou « première cause » du terme chinois taiji du taoïsme.

## Histoire
Les kata Taikyoku ont été créés par Gigō Funakoshi, fils du fondateur de l'école Shōtōkan Gichin Funkoshi. Ils ont notamment été popularisés en France par le maître Henry Plée, dont on dit parfois qu'il aurait créé les trois derniers Taikyoku.

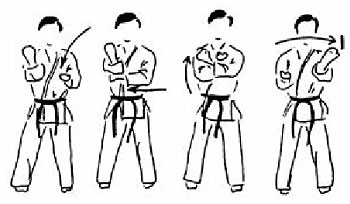
Réalisation du blocage uchi-uke.

## Liste
Il existe six kata Taikyoku :
- Taikyoku shodan (太極初段?)
- Taikyoku nidan (太極二段?)
- Taikyoku sandan (太極三段?)
- Taikyoku yondan (太極四段?)
- Taikyoku godan (太極五段?)
- Taikyoku rokudan (太極六段?)

« Shodan » (初段) signifie « Plus bas niveau », « Niveau débutant », « Nidan » (二段) signifie « Second niveau », « Sandan » (三段) signifie « Troisième niveau », etc.

## Description

### Embusen

Embusen des kata Taikyoku.

Les kata Taikyoku suivent tous le même embusen (tracé au sol) en forme de H renversé à 90°. Cet embusen est très proche de celui du kata Heian Shodan, dont ils préparent l'apprentissage.

### Techniques
Les kata Taikyoku comportent 20 mouvements chacun, mais n'utilisent qu'un nombre limité de techniques. Il s'agit des techniques de base du karaté Shōtōkan :
- les trois principales postures de jambes : zenkutsu-dachi (前屈立ち?), kōkutsu-dachi (後屈立ち?) et kiba-dachi (騎馬立ち?) ;
- deux blocages de base : gedan-barai (下段払い?) et uchi-uke (内受け?) ;
- les principaux coups de poing : oizuki-chūdan (追い突き中段?), oizuki-jōdan (追い突き上段?) et gyakuzuki (逆突き?) ;
- le coup de pied direct : mae-geri (前蹴り?)[1].